# Claudio Rangoni (bispo de Reggio Emilia)
Claudio Rangoni (26 de setembro de 1559 – 2 de setembro de 1621) foi um prelado católico romano que serviu como bispo de Reggio Emilia (1592–1606) e núncio apostólico na Polónia (1598–1606).

## Biografia
Claudio Rangoni nasceu em Modena, na Itália, a 26 de setembro de 1559. No dia 16 de dezembro de 1592, foi nomeado bispo de Reggio Emilia durante o papado de Clemente VIII. A 10 de janeiro de 1593, foi consagrado bispo por Girolamo Bernerio, bispo de Ascoli Piceno, tendo Giovanni Domenico Marcot, arcebispo de Split, e Feliciano Ninguarda, bispo de Como, servindo como co-consagradores. A 20 de outubro de 1598, foi nomeado Núncio Apostólico na Polónia. Serviu como Bispo de Reggio Emilia e Núncio Apostólico na Polónia até à sua renúncia a 16 de setembro de 1606. Faleceu a 2 de setembro de 1621.

## Sucessão episcopal
Enquanto bispo, foi o principal consagrador de:
- Wawrzyniec Gembicki, (1601);
- Jerzy Zamoyski, (1601);
- Simon Rudnicki, (1605);

e o principal co-consagrador de:
- Antonio Seneca, (1607).